# Nowickia mongolica
Nowickia mongolica là một loài ruồi trong họ Tachinidae.